# Álvaro Ruilova
Álvaro Ruilova (La Paz, 1981) es un artista boliviano, conocido por su destacado trabajo en el mundo del cómic y considerado entre los mejores exponentes de su país. En 2017, durante la exposición de historieta boliviana Viñetas con altura se lo consideró como uno de los nueve autores de oro junto a Susana Villegas, Marco Tóxico, Frank Arbelo, Alejandro Salazar, Damián Moreno, Noel Castillo, Joaquín Cuevas y Fernando López.

## Biografía
Nació en la ciudad de La Paz, realizó estudios en la Academia Nacional de Bellas Artes de donde egresó en 2007. Su obra Cuentos de Cuculis fue una de las más populares en el ámbito.

## Obra
Los personajes de sus obras están inspirados en los personajes de su entorno inmediato, la ciudad de La Paz, y sus particularidades de lenguaje, vestimenta y entorno, Ruilova realiza las ilustraciones de sus viñetas en acuarela con alto grado de perfeccionsimo llegando a rehacer láminas enteras por errores en una viñeta, práctica que admite haber aprendido a evitar.
Su obra Cuentos de Cuculis fue editada en España por Editorial Glenat.
Su obra Abandonando del barco, una historia de zombis en La Paz, fue uno de los trabajos de cómic más vendidos durante la Feria internacional del Libro de La Paz en 2015.
Sobre su trabajo, su colega Marco Tóxico refiere:
Álvaro Ruilova es como uno de los casos más raros de autores bolivianos porque hace una historieta muy clásica:  escribe y dibuja él mismo sus cosas, muy bien hecha. Es un artista híperrealista que casi no diferencia entre una foto y los dibujos que tiene.

Parte de su obra está conformada por los libros:
- Cuentos de Cuculis 1
- Cuentos de Cuculis 2
- Primaria furiosa[6]
- Historias inéditas[14]
- Abandonando el barco[15]

## Exposiciones
- Pedazos y enteros, 2014[16]

## Premios y distinciones
- Primer Premio en técnicas bidimensionales del Salón Murillo por la obra Compendio de tópicos,  2001
- Premio Europa de Arte Joven del III Salón Internacional de Arte Siart , 2001
- Premio Unión Latina del Siart por Una explosión de sabor , 2003
- Premio de Dibujo del III Concurso Fernando Montes Peñaranda por el retrato Rubén , 2010.